# Alfons Maria Reinstadler
Alfons Maria Reinstadler CssR (* 2. Juli 1906 in Ensdorf (Saar); † 28. Dezember 1960 in Völklingen) war ein deutscher römisch-katholischer Geistlicher und Oberer eines Redemptoristenklosters.

## Leben
Nach dem Abitur in Saarlouis begann Alfons Maria Reinstadler das Noviziat im Redemptoristenkloster in Luxemburg, legte dort am 6. April 1927 das Ordensgelübde ab und erhielt am 30. März 1932 im Kloster Geistingen die Priesterweihe. Er betätigte sich als Volksmissionar im Raum Aachen-Trier-Luxemburg und wurde als Exerzitienmeister Leiter des Exerzitienhauses Vaals in der niederländischen Provinz Limburg. Während des Zweiten Weltkrieges war er als Kaplan in Spangenberg, Herz-Jesu Saarbrücken und in Kirchen (Sieg) tätig und kehrte 1946 ins Kloster Geistingen zurück, wo er Novizenmeister wurde.
Nach dieser Tätigkeit setzte er von 1948 an seine Kraft in die Gründung und den Bau (Planung György Lehoczky) des Redemptoristenklosters Heiligenborn bei Bous im Saarland. Dabei erhielt er Unterstützung durch den saarländischen Ministerpräsidenten Johannes Hoffmann.

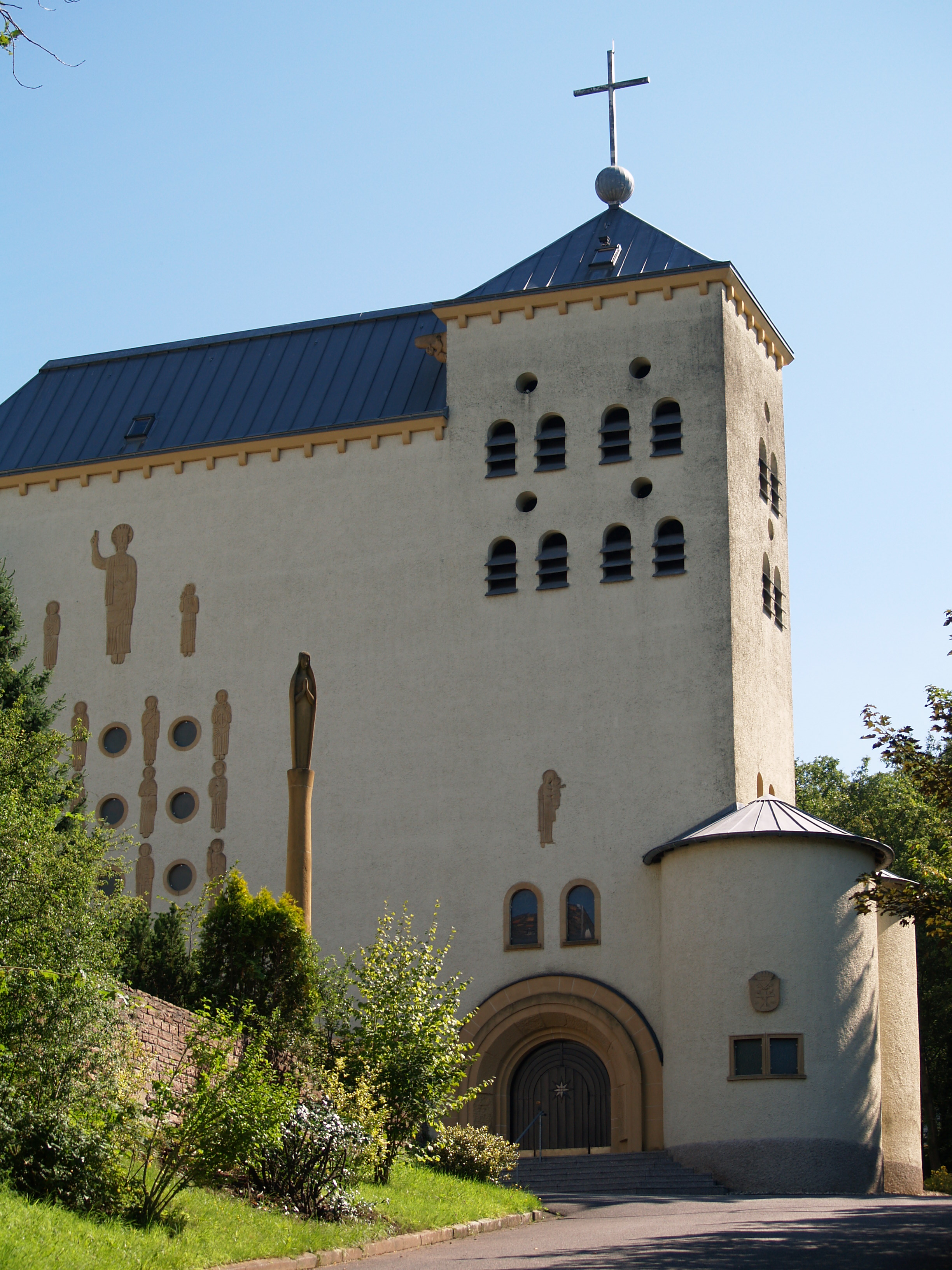
Kloster Heiligenborn, Gründer Albert Maria Reinstadler

Mit  der Einweihung des Klosters am 13. November 1949 wurde Reinstadler zum Superior ernannt und 1950 Rektor der Einrichtung bis 1953, als er im April zum Ausbilder der Jungmissionare im Kloster Geistingen bestimmt wurde. Während er diese Tätigkeit noch bis 1956 ausübte, beschäftigte er sich von 1955 an mit der Planung und den Bau des Redemptoristinnenklosters Heilig-Kreuz in Püttlingen. 1960 wurde die Klosteranlage, ebenfalls von dem ungarisch-deutschen Architekten György Lehoczky errichtet, eingeweiht.

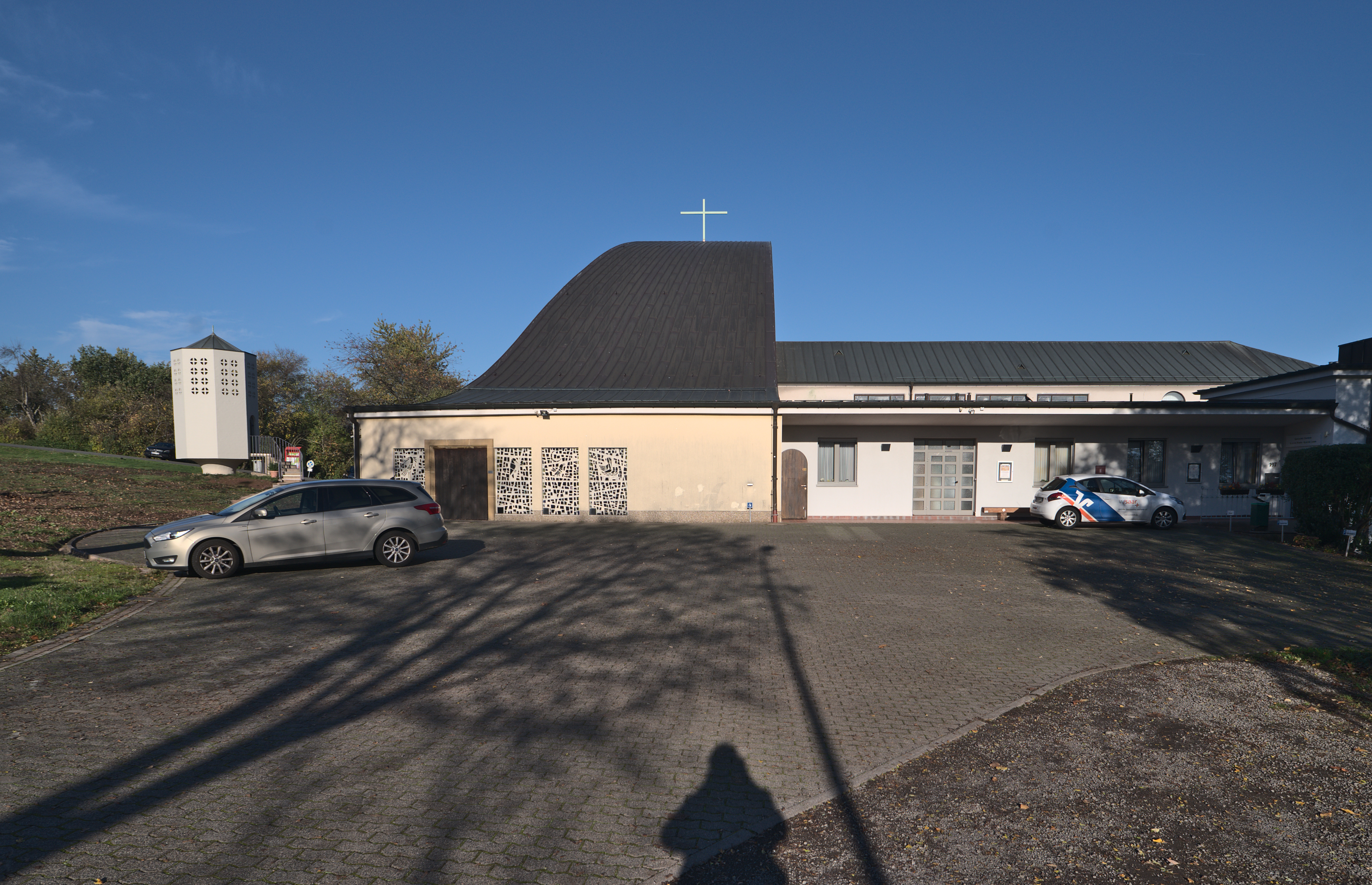
Redemptoristenkloster Püttlingen, Gründer Alfons Maria Reinstadler

Reinstadler setzte die Idee des politischen Katholizismus an der Saar gemeinsam mit Johannes Hoffmann, Prälat Josef Goergen und seinem Bruder August (1905–1971, Gründer des Pfarrzentrums Rotenbühl und Missionar in Namibia) um.

## Veröffentlichungen
- Immerwährende Hilfe. Meß- und Andachtsbüchlein; zugleich Handbüchlein für die Erzbruderschaft der Mutter v. d. Immerwährenden Hilfe, Kirchhellen/Westf.: Hofbauer, 1952

Die von ihm verfasste Chronik der Anfangsjahre des Klosters Bous wurde posthum veröffentlicht in:
- Thomas Gergen (Hrsg.), 60 Jahre Redemptoristenklöster Bous und Püttlingen, 2020, ISBN 978-3-95602-220-3